# Seznam čilenskih pisateljev
Seznam čilenskih pisateljev.

## A
- Isabel Allende
- Miguel Luis Amunátegui

## B
- Joaquín Edwards Bello
- Roberto Bolaño

## D
- José Donoso
- Ariel Dorfman

## F
- Carlos Franz

## J
- Alejandro Jodorowsky

## L
- Benjamín Labatut

## P
- Rámon Pacheco

## R
- Manuel Rojas
- Raúl Ruiz (filmar ...)

## S
- Omar Saavedra Santis
- Luis Sepúlveda (1949 - 2020)
- Antonio Skármeta (Esteban Antonio Skarmeta Vranicic) (1940 - 2024)